# Panoramamuseum Schwäbisch Gmünd
Das Panoramamuseum Schwäbisch Gmünd ist ein Museum in Schwäbisch Gmünd, in dem das Staufersaga-Panorama und andere Werke von Hans Kloss ausgestellt sind. Es wurde im April 2017 in der Grät, einem im Kern mittelalterlichen Fachwerkgebäude am Marktplatz 7, eröffnet.

## Ausstellung
Das Museum ist im ersten Obergeschoss der Grät untergebracht. Es besteht aus mehreren Räumen.

### Staufersaga-Panorama

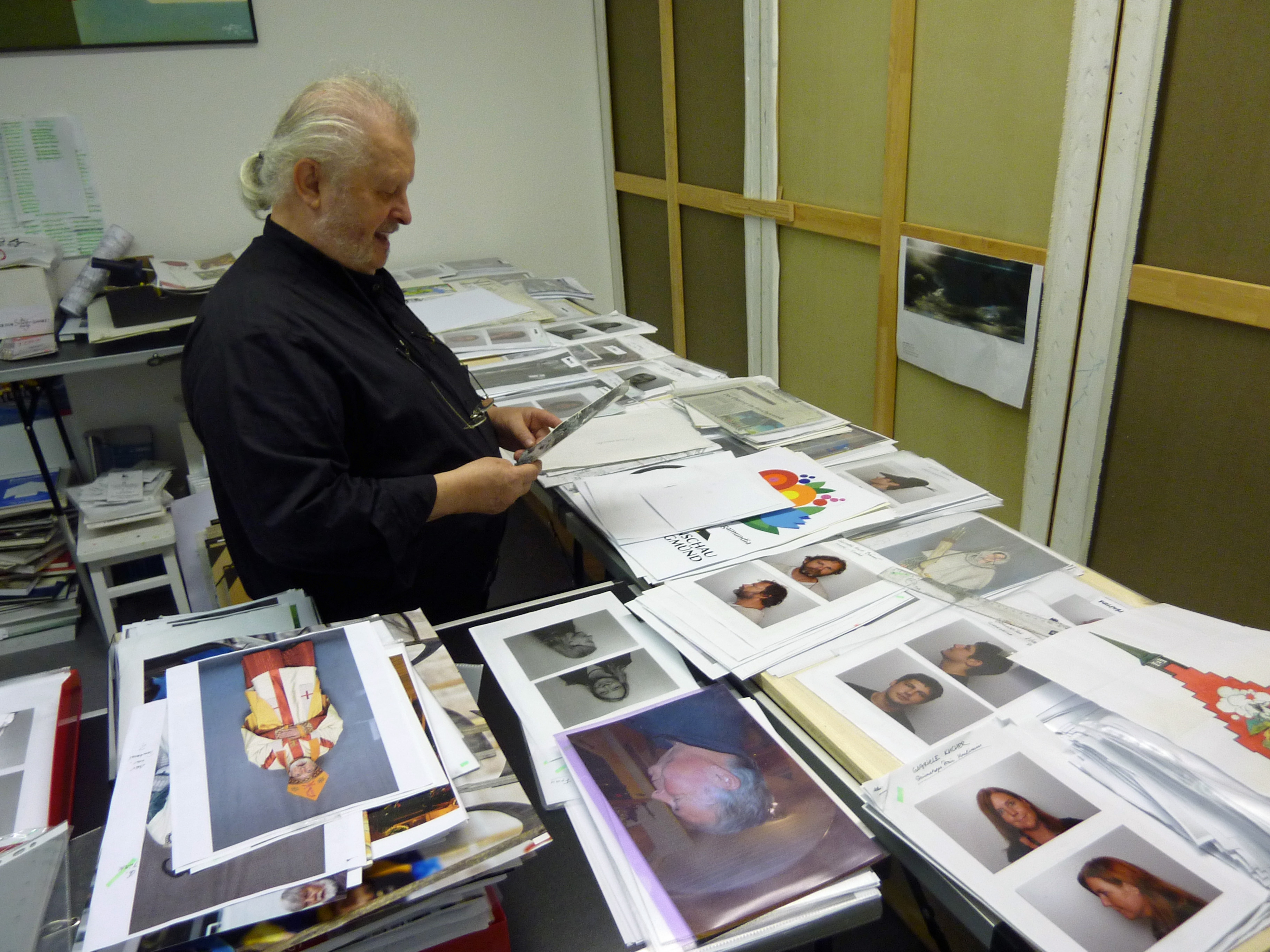
Hans Kloss bei der Arbeit am Panorama mit Fotos von Schauspielern der Staufersaga

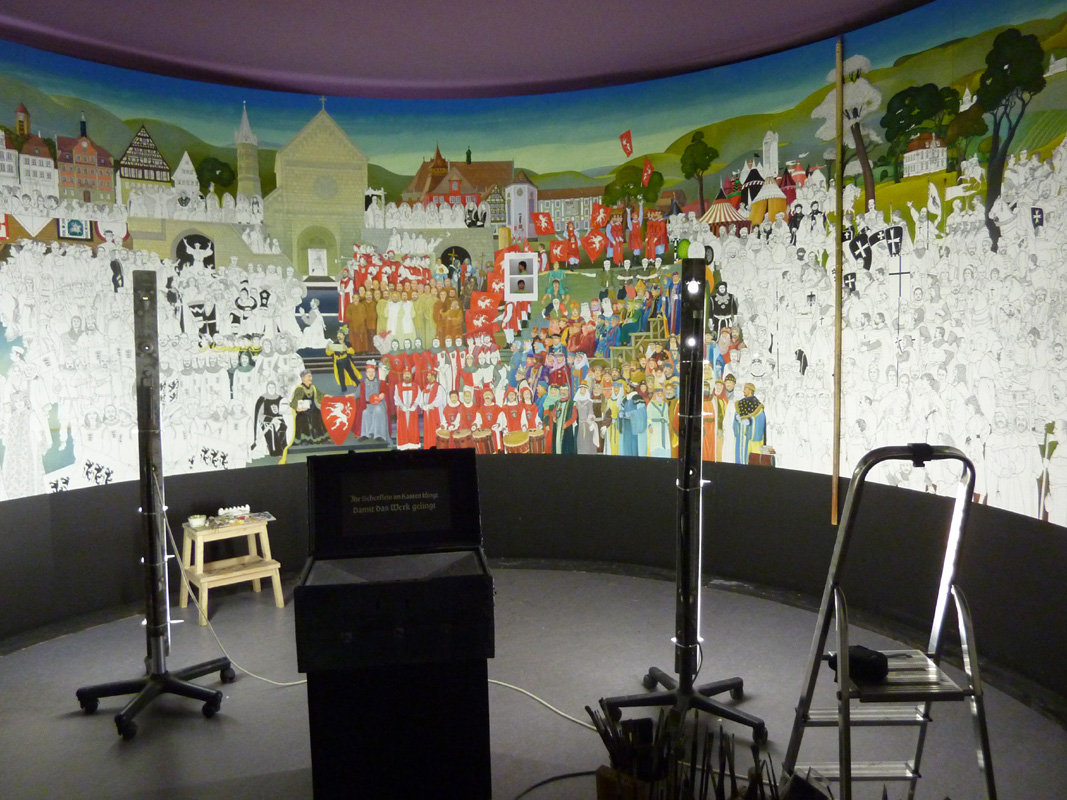
Staufersaga-Panorama in der Entstehungsphase, damals noch im zweiten Obergeschoss der Grät

Das Rundbild hat einen Umfang von 17 Metern und ist 2,8 Meter hoch. Auf einer Fläche von über 47 Quadratmetern porträtierte Kloss ab August 2012 sämtliche Mitwirkenden der Staufersaga, eines zum 850. Stadtjubiläum von Schwäbisch Gmünd im Sommer 2012 aufgeführten Freilicht-Schauspiels. In dem Werk sind einschließlich der Teilnehmer des „Stauferzugs“, eines historischen Umzugs anlässlich des Stadtjubiläums, und allen damals im Hintergrund tätigen Helfern rund 1200 Menschen porträtiert. Hinzu kommen 100 weitere Personen, beispielsweise Reiter im Hintergrund und über 50 Pferde. Kloss fertigte zunächst eine Zeichnung an, die er im zweiten Schritt kolorierte. Im Oktober 2015 wurde das Monumentalgemälde, damals noch im zweiten Obergeschoss der Grät, vollendet.
Das Staufersaga-Panorama ist nach dem im Jahre 2002 fertiggestellten und mit einer Fläche von 30 × 4,5 Quadratmetern fast dreimal größeren Staufer-Rundbild im Kloster Lorch das zweite Panoramabild von Hans Kloss. 2017 wurde es vom zweiten in das erste Obergeschoss der Grät verlegt, um mit dem dort bereits ausgestellten Schwäbisch Gmünder Epos ein Panoramamuseum zu bilden.

### Schwäbisch Gmünder Epos
Das Schwäbisch Gmünder Epos entstand ebenfalls zum 850. Stadtjubiläum und umfasst fünfzehn Episoden aus der Stadtgeschichte. Hans Kloss arbeitete von Mai 2009 bis Ende 2012 an diesen großformatigen Gemälden. Das Epos beginnt mit König Konrad III., dem Gründer der Stauferstadt, und endet mit dem 1. Gmünder Kunstmarkt im Jahre 1968, auf dem unter anderem Eckhart Dietz, Ed Sommer, Walter Giers, der Künstler selbst sowie der damalige Oberbürgermeister Hansludwig Scheffold zu erkennen sind.
Seit 2024 befindet sich in diesen Räumen auch ein Replikat der staufischen Pfeilermadonna, die in der Johanniskirche vor dem Chor steht.

### Ehemaliges Atelier und Irene-Triptychon
Das Atelier von Hans Kloss ist noch in dem Zustand erhalten, in dem es der Künstler bis zu seinem Tod im September 2018 benutzte.
Dort steht auch das 330 × 210 Zentimeter große Irene-Triptychon, das Kloss im Jahre 2008 zum Gedenken an den 800. Todestag von Königin Irene von Byzanz gemalt hat. Ein Replikat dieses dreigeteilten Gemäldes hängt im Kloster Lorch und ist dort über eine Treppe neben dem Eingang zum nördlichen Querschiff der Klosterkirche erreichbar.

### „Die Heiligen Drei Könige“
Im ersten Obergeschoss befindet sich ein tresorartiger Raum, in dem ein Gemälde der Heiligen Drei Könige aufgestellt ist. Hier sollen im Jahre 1164 die Reliquien der Heiligen Drei Könige auf ihrem Weg von Mailand nach Köln für eine Nacht untergebracht worden sein. Diese Reliquien befinden sich heute im Dreikönigenschrein im Kölner Dom. Das Gemälde entstand mit dem Schwäbisch Gmünder Epos.

### „Ein Raum voller Bilder“
Im Jahre 2022 wurde der Vorraum des Museums mit achtzig Bildern, Drucken und Grafiken von Hans Kloss neu gestaltet. Während alle anderen Bereiche nur am Wochenende geöffnet sind, kann die Ausstellung „Ein Raum voller Bilder“ im Vorraum auch an Werktagen zu den Öffnungszeiten des ebenfalls in der Grät untergebrachten Kulturbüros der Stadt Schwäbisch Gmünd besucht werden.